# Lasny (rejon stoliński)
Lasny (biał. Лясны; ros. Лесной) – osiedle na Białorusi, w obwodzie brzeskim, w rejonie stolińskim, w sielsowiecie Rzeczyca.